# E lucevan le stelle
«E lucevan le stelle (Y brillaban las estrellas)» es una famosa aria romanza para tenor de la ópera Tosca, compuesta por Giacomo Puccini, en la tonalidad de si menor, con libreto de Luigi Illica y Giuseppe Giacosa, estrenada el 14 de enero de 1900 en el teatro Costanzi de Roma. El rango vocal se extiende desde F♯3 a A4.

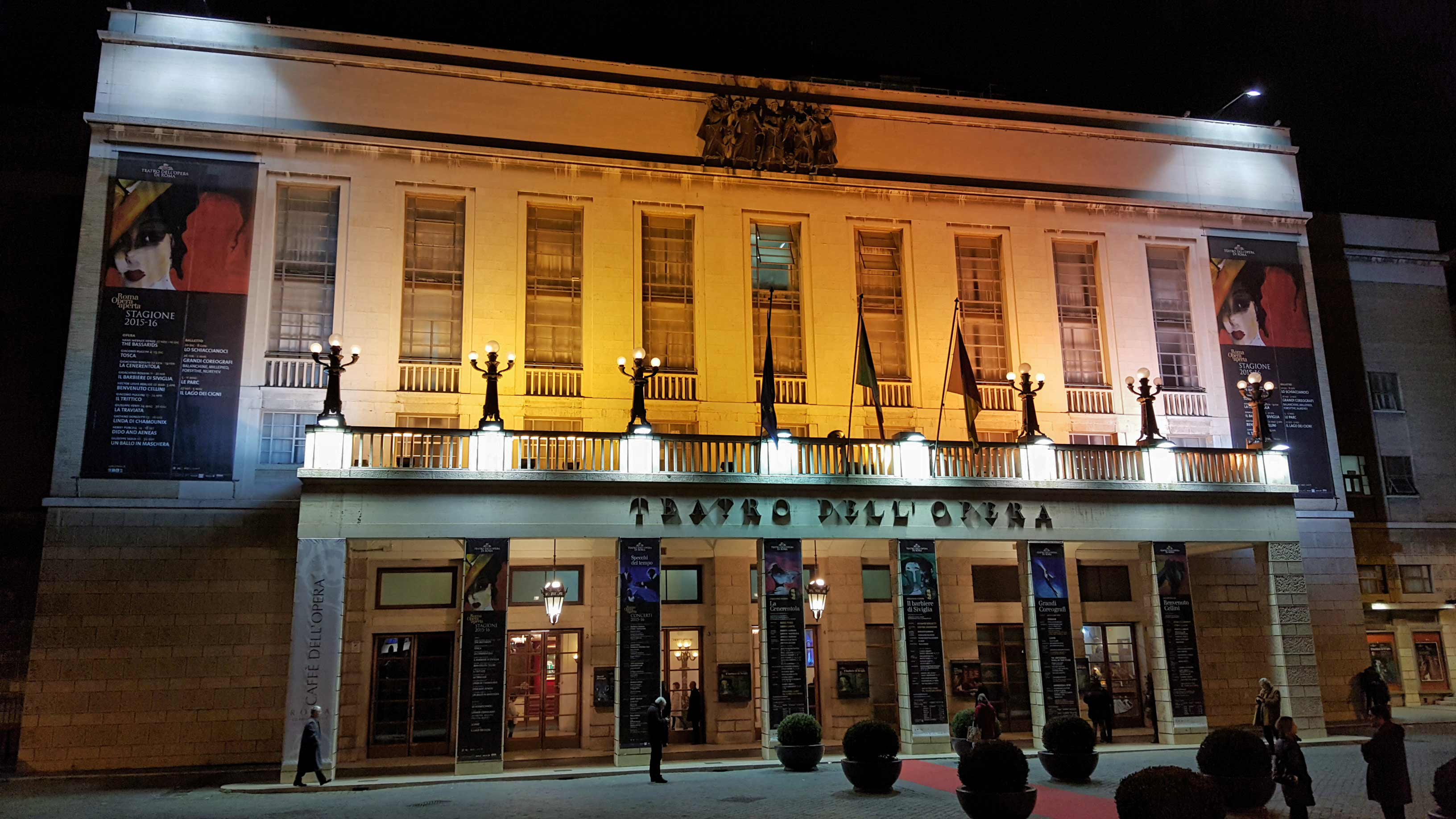
Teatro dell'Opera, donde fue estrenada la obra.

Es una composición elegíaca del tercer acto final, donde el protagonista, el pintor republicano y simpatizante de las ideas liberales, Mario Cavaradossi, comienza con un melancólico y desolado solo de clarinete mientras despunta el amanecer. Cavaradossi evoca los momentos íntimos vividos con su amante, la diva Floria Tosca, entona el aria en su estancia como prisionero en el Castillo Sant'Angelo (Roma), las estrellas se disipan lentamente y en breves momentos el carcelero lo llama para su inminente ejecución.

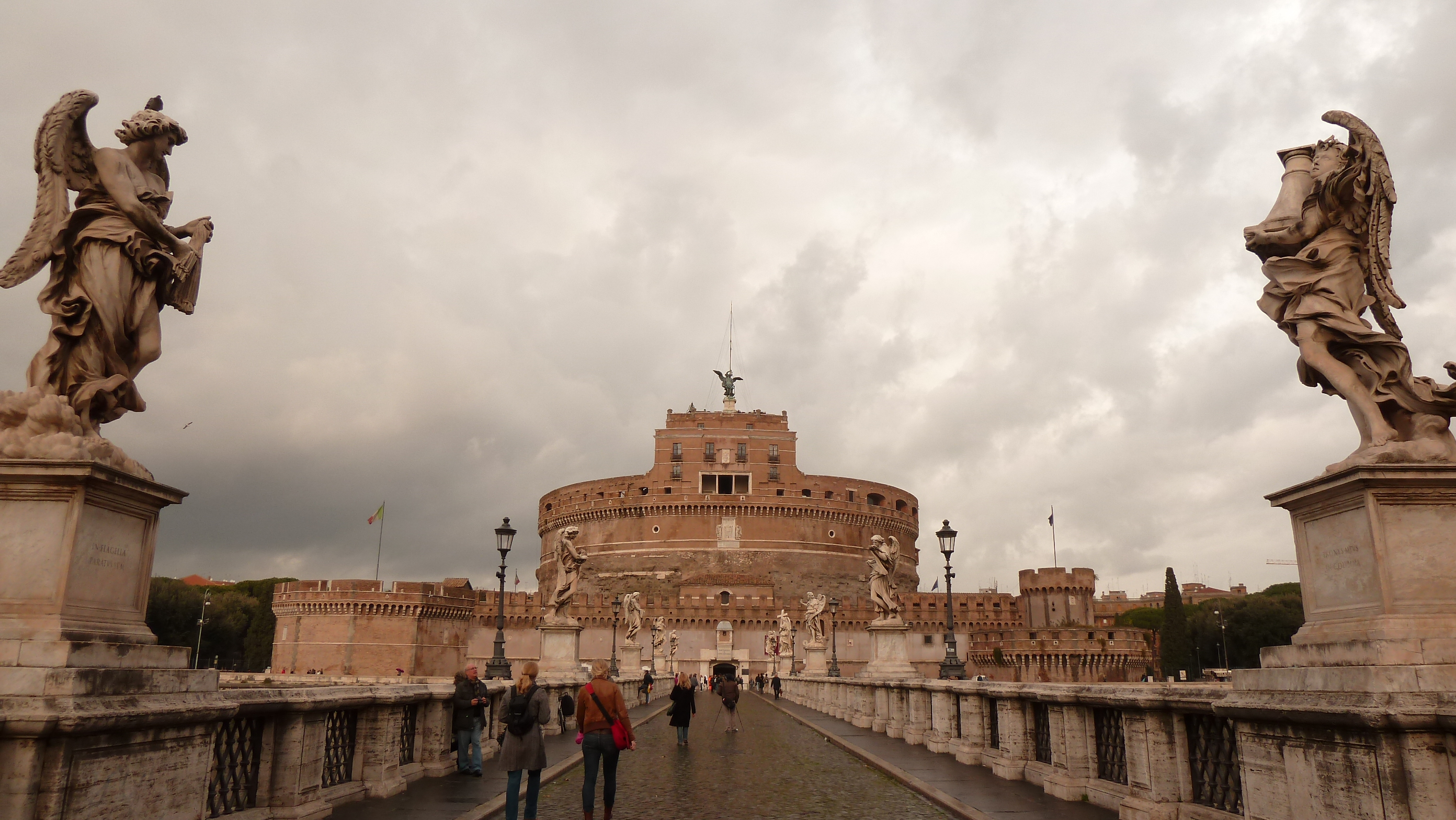
Castillo Sant'Angelo, lugar donde se encuentra recluido Mario Cavaradossi en la escena de "E lucevan le stelle".

Es una de las arias más famosas del repertorio lírico y su popularidad supera incluso al única aria del rol titular de la ópera, «Vissi d'arte». El aria ha sido interpretada por una gran variedad de tenores a lo largo del tiempo, desde su creación a inicios del siglo XX (año 1900) hasta nuestros días, tenores de la talla de: Enrico Caruso, Giuseppe di Stefano, Tito Schipa, Jussi Björling, Richard Tucker, Franco Corelli, Mario Lanza, Mario Del Monaco, Carlo Bergonzi, Alfredo Kraus, Luciano Pavarotti, Plácido Domingo, José Carreras, Roberto Alagna, Jonas Kaufmann, entre otros.

## Libreto
El libreto fue escrito por Luigi Illica y su compañero Giuseppe Giacosa, quienes ya habían trabajado con Puccini en La bohème en 1896, y más adelante también habrían colaborado con Puccini en Madama Butterfly en 1904; también colaboraron con Manon Lescaut, donde hubo un equipo de personas estructurado por el mismo Puccini, Illica, Giacosa, Ruggero Leoncavallo, Domenico Oliva, Marco Praga, y Giulio Ricordi. El aria es recordada por el tono de tristeza como Vesti la giubba, del Pagliacci de Leoncavallo, de carácter melancólico y afligido, teniendo similitud las dos obras.
| Original en italiano E lucevan le stelle, Ed olezzava la terra, Stridea l'uscio dell'orto, E un passo sfiorava la rena... Entrava ella, fragrante, Mi cadea fra le braccia. Oh! dolci baci, o languide carezze, Mentr'io fremente le belle forme disciogliea dai veli. Svanì per sempre il sogno mio d'amore, L'ora è fuggita E muoio disperato! E non ho amato mai tanto la vita! Tanto la vita!... | Traducción al español Y brillaban las estrellas, Y olía la tierra, Chirriaba la puerta del huerto, Y unos pasos rozaban la arena... Entraba ella, fragante, Caía entre mis brazos... ¡Oh, dulces besos! ¡Oh, lánguidas caricias, Mientras yo, tembloroso, Sus bellas formas liberaba de los velos! Se desvaneció para siempre mi sueño de amor... El tiempo ha huido... ¡Y muero desesperado! ¡Y nunca he amado tanto la vida! ¡Tanto la vida! |